# 요먼

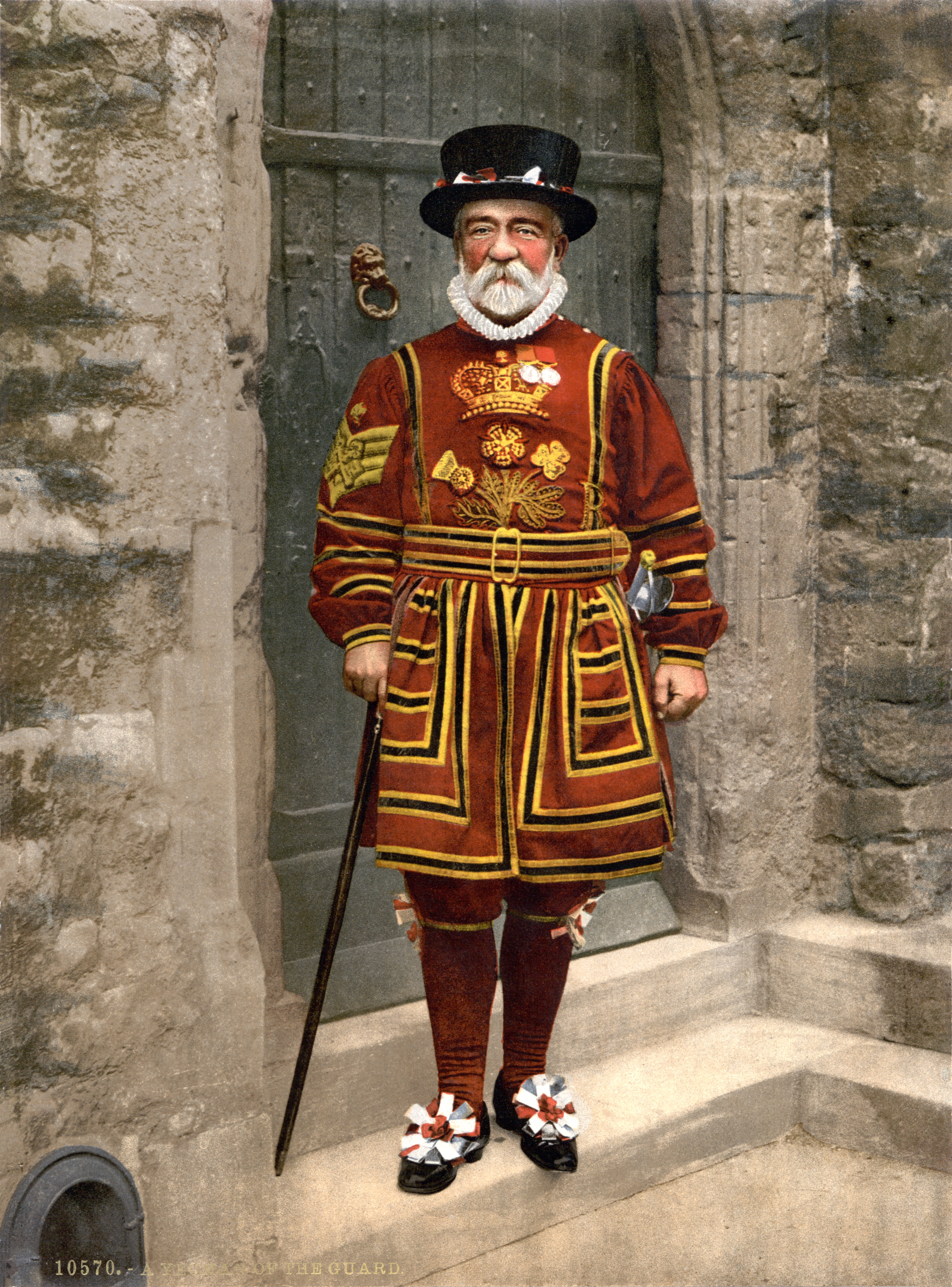
요먼

요먼(영어: yeoman)은 영국에서 젠트리와 서민 사이에 위치한 중산층, 자영농을 의미한다. 원래는 14~15세기의 봉건제 붕괴 시기에 출현한 독립 자영 농민으로 농노해방의 과정에서 생겨났다. 중세 말기 봉건제가 해체되면서 본격적으로 지주소작제가 급속히 전개되어 농민층이 자체 분열 과정을 겪게 되었고 그 과정에서 중산 농민층인 요먼이 형성되었다. 요먼이라는 단어는 아마도 젊은이(young man) 또는 중세 영어에서 가신을 의미하는 yeng man 또는 yong man의 단축형일 것으로 추정된다. 요먼은 대개는 중농이였으나 가신·호위병·귀족의 종자(從者)·하급관리가 될 수도 있었다. 그들 가운데서는 소작농 출신의 농업노동자를 고용하여 넓은 토지에서 농업을 경영하는 사람도 나타나, 초기 산업자본의 태동을 보였다. 또한 군사제도 안에서 근위대의 주력을 이루었고, 특히 청교도혁명 때에는 크롬웰이 이끄는 철기병대의 주류로 활약하였다. 그러나 18세기 후반부터의 농업혁명과 인클로저 운동에 있어서 대규모 농업경영이 진행됨에 따라 급속히 붕괴하여 19세기 전반에 소멸하였다.

## 같이 보기
- 귀족
- 젠트리